# جائزة سيزر لأفضل كاتب سيناريو

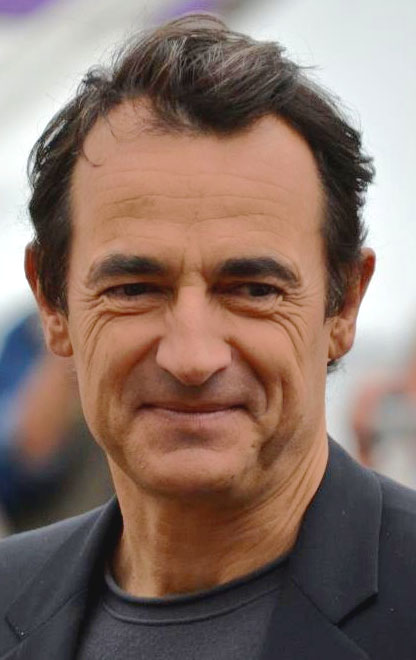

الكتاب الفائزون بجائزة سيزر لأفضل فيلم سيناريو:
- 1976: برتران تافرنيه جان أورنيشيه: المهرجان بدأ
- 1977: برتران تافرنيه جان أورنيشيه: القاضي والسفاح
- 1978: ديفيد ميرسيه: بروفيدانس
- 1979: ميشال ديفالي جيل بيرو: ملف 51
- 1980: برتران بليير: القطع البارد
- 1981: فرانسوا تروفو سوزان شيفمان: الموترو الأخير
- 1982: كلود ميلر جان هيرمان ميشال اوديارد: المحقق
- 1983: جان-كلود كارييه دانيال فيجين: عودة مارتين جوييه
- 1984: باتريك شيريو هيرفي قلبرت: الرجل الجريح
- 1985: برتران بليير: قصتنا
- 1986: كولين سيريو: ثلاثة رجال ورضيع
- 1987: كاميلي دي كازابيانكا آلين كافلييه: تيريز
- 1988: لوي مالي: وداعا يا أطفال
- 1989: إيتيان شتلييز فلورنس كونتين: الحياة نهر هادئ طويل
- 1990: برتران بلير: جميل للغاية لأجلكم
- 1991: كرستيان فينسينت جان-بيير رونسيا: السحر الخفي للبرجوازية
- 1992: جان-بيير جونيه مارك كارو قالاس أدريان: الأطعمة الجاهزة
- 1993: كولين سيريو: الأزمة
- 1994: آقني جوي جان-بيير باكري: تدخين/ممنوع التدخين
- 1995: أوليفيه ماسار قالاس تورا: قصب البرية
- 1996: تيلاشيه بورمان جوسيان بلاسكو: التوست الفرنسي
- 1997: آقني جوي جان-بيير باكري: تشابه العائلة
- 1998: آقني جوي جان-بيير باكري: ذات الأغنية القديمة
- 1999: فرانسوا فيبر: لعبة العشاء
- 2000: توني مارشال: معهد فينوس للجمال
- 2001: آقني جوي جان-بيير باكري: مذاق الآخرين
- 2002: جاك أديار: اقرأ شفتاي
- 2003: كوستا قافيراس: آمين
- 2004: دينيس اركان: هجمات البرابرة
- 2005: عبد اللطيف الكشيش: لعبة الحب والفرص
- 2006: جاك أديار: طرقة جعلت قلبي يقفز